# Кумаргалі
Кумаргалі́ (каз. Құмарғали) — село у складі Курмангазинського району Атирауської області Казахстану. Входить до складу Тенізького сільського округу.
У радянські часи село називалося Каспаркін або Каспаркіно.
Населення — 112 осіб (2021; 95 у 2009, 86 у 1999, 127 у 1989).